# ベッシー・ヘッド
ベッシー・ヘッド（Bessie Head, 1937年7月6日 - 1986年4月17日）はボツワナの作家。南アフリカ出身。

## 生涯
白人の母、黒人の父のもとで生まれる。母はピーターマリッツバーグの精神病院に入院しているときにベッシーを産む。ベッシーは里親のもとで暮らすが、養父は彼女が6歳のときに亡くなり、同じ頃に実の母も亡くなる。養母の暮らしが苦しくなったため、ベッシーは13歳のときに孤児院に入る。このときはじめて実の両親について知り、大きなショックを受けた。
その後は教師やジャーナリストとして働くが、アパルトヘイトのためにカラードとして不自由な暮らしを送る。結婚が破綻したのち、子供とともに英国の保護領ベチュアナランド（のちのボツワナ）へ移住する。その際、南アフリカ政府からパスポートが発行されなかったため、出国許可証(exit visa)による移住となった。
ボツワナではセロウェに住み、はじめは教師として暮らす。『ニューステイツマン』に掲載された記事がもとで、ニューヨークの出版社に小説を依頼され、長篇小説『雨雲のわく時』を発表した。孤独と貧困のなかで創作活動を続け、アパルトヘイトの撤廃を見ることなく1986年に肝炎により48歳で死亡するが、死後も評価が高まり、作品集や書簡集などが出版されている。

## 作品
ボツワナや南アフリカを舞台とした作品を発表した。長篇第1作 『雨雲のわく時』は、南アフリカからボツワナへ亡命し、当地の生活になじんでゆく人物の物語だった。次の長篇小説『マル』では、サン人の女性をめぐるツワナ人の差別と、部族を越えた結婚を描いた。自伝的小説『力の問題』はブッカー賞の候補になり、国際的に知られるきっかけとなった。その他に、ボツワナの村人の話をもとにした短篇集『宝を集める人』、セロウェを題材とした『セロウェ　雨風の村』、ボツワナのセビナ族の19世紀の歴史を題材とした『魅せられた十字路』などを発表した。

## 主な著書
- When Rain Clouds Gather (1968)　『雨雲のわく時』 - 小説
- Maru (1971)　邦訳『マル 愛と友情の物語』　楠瀬佳子訳、學藝書林、1995年。 - 小説
- A Question of Power (1974) 　邦訳『力の問題』　中村輝子訳、學藝書林、1993年。 - 自伝的小説
- Looking for a Rain God (1977) - 小説
- The Collector of Treasures and Other Botswana Village Tales (1977)　邦訳『宝を集める人　ボツワナの村の物語』　酒井格訳、創樹社、1992年。 - 短篇集
  - 「深い川、大昔の部族移住の物語」
  - 「天国は閉じていない」
  - 「村の聖女」
  - 「ヤコブ、ある信仰治療師の話」
  - 「ライフ」
  - 「呪術」
  - 「雨神を待ちうけて」
  - 「クゴツラ」
  - 「風と少年」
  - 「婚礼風景スナップ」
  - 「特別な人」
  - 「宝を集める人」
  - 「狩猟」
- Serowe: Village of the Rain Wind (1981)　『セロウェ　雨風の村』 - セロウェの歴史を題材としたノンフィクション
- A Bewitched Crossroad (1984)　『魅せられた十字路』 - 小説
- Tales of Tenderness and Power (1989)　邦訳『優しさと力の物語』　くぼたのぞみ訳、スリーエーネットワーク、1996年。 - 死後に編集されたアンソロジー
  - 「さあ、話をはじめましょうか……」
  - 「オレンジとレモン」
  - 「スノーボール」
  - 「冷や飯食い」
  - 「チブクビールと独立」
  - 「村の人びと」 - 「老女」「夏の太陽」「緑の木」「タオ」の連作
  - 「アメリカからきた女」
  - 「セコト首長が法廷を開く」
  - 「財産」
  - 「権力争い」
  - 「闇の時代」
  - 「恋人たち」
  - 「アクサン将軍」
  - 「土の息子」
  - 「眼鏡をかけた囚人」
  - 「幼子キリストの降誕」
  - 「夢を語って歩く人」

- A Woman Alone: Autobiographical Writings (1990) - エッセイ集
- A Gesture of Belonging (1991) - 書簡集
- The Cardinals (1993) - 小説